# Miculpaya
Miculpaya ist eine Ortschaft im Departamento Potosí im Hochland des südamerikanischen Anden-Staates Bolivien.

## Lage im Nahraum
Miculpaya ist zentraler Ort des Kanton Miculpaya im Municipio Puna in der Provinz José María Linares. Die Ortschaft liegt auf einer Höhe von 2890 m an der Mündung des Río Churi Khala in den Río Miculpaya. 

## Geographie
Miculpaya liegt am südlichen Ende der Anden-Gebirgskette der Cordillera Central. Das Klima der Region ist ein typisches Tageszeitenklima, bei dem die mittlere Temperaturschwankung zwischen Tag und Nacht deutlicher ausfällt als zwischen Sommer und Winter.
Die Jahresdurchschnittstemperatur in der Region beträgt etwa 17 °C (siehe Klimadiagramm Betanzos), die Monatswerte schwanken nur unwesentlich zwischen 14 °C im Juni/Juli und 19 °C von November bis Januar. Die jährliche Niederschlagsmenge liegt bei knapp 500 mm, die Monate Mai bis September sind arid mit Monatswerten unter 15 mm, nur im Januar wird ein Niederschlag von 100 mm erreicht.

## Verkehrsnetz
Miculpaya liegt in einer Entfernung von 69 Straßenkilometern südöstlich von Potosí, der Hauptstadt des Departamentos.
Von dort aus führt die Nationalstraße Ruta 5 in östlicher Richtung nach Betanzos und weiter zur Hauptstadt Sucre. Zehn Kilometer hinter Betanzos direkt nach Überquerung des Río Khoña Paya zweigt eine Landstraße in südlicher Richtung ab und führt flussabwärts über El Palomar und Huatina nach Miculpaya.

## Bevölkerung
Die Einwohnerzahl der Ortschaft ist im vergangenen Jahrzehnt um etwa ein Drittel angestiegen:
| Jahr | Einwohner         | Quelle       |
| ---- | ----------------- | ------------ |
| 1992 | keine Detaildaten | Volkszählung |
| 2001 | 94                | Volkszählung |
| 2012 | 129               | Volkszählung |
| 2024 |                   | Volkszählung |

Die Region weist einen hohen Anteil an Quechua-Bevölkerung auf, im Municipio Puna sprechen 98,3 Prozent der Bevölkerung die Quechua-Sprache.